# Schizopygopsis stoliczkai
Espèce
Schizopygopsis stoliczkai est une espèce de poisson de la famille des Cyprinidae.